# 小関章ラファエル
小関章ラファエル 欧文表記 KOSEKI Aquila Raphael （こせきあきららふぁえる）は、ユング深層心理学に基をおいた、神学・宗教、神話・物語、デジタルコンテンツ（映画等）の研究者である。
また2007年頃から主にアニメコンテンツの企画制作にも参加し、研究活動と併せ、作家：ストーリーアーキテクトとしての創作活動 も行っている。
音楽やミュージカルなど総合エンターテイメント・プロデューサー的な活動経験がある。またイスラエル聖書研究所のヘブライ大学が発行するヘブライ語の単位を取得している。2017年12月にAquilon出版局を創立。千葉県出身。
2023年より日本レコード大賞企画賞2015年受賞者、エイコン・ヒビノとのコラボレーションで、映像制作・音用ミックス・マスタリングを担当。

## 経歴
参照：   
1988年、東京芸術大学美術学部デザイン科の1次試験（デッサン）は合格したが最終試験に落ち、フランスへ美術留学を決意。渡仏資金のために劇団四季の舞台美術担当のアルバイトを始め『オペラ座の怪人』日生劇場、日本初演に参加。
1990年に学生ビザで渡仏。画家ジュリエット・ファルノー宅に下宿する。アリアンス・フランセーズと並行して、ESAG-Academie Julian ESAG (新しいアカデミー・ジュリアン)や美術館等で研鑽を積む。『オペラ座の怪人』を意識した調査も行った。
1990年から劇団四季で『オペラ座の怪人』のチーフ職を務めた。公演期間は日本、その他は海外で生活をしていた。1990年ジヴェルニーや南仏のヴァンスにマティスの建てた教会等へ旅した。1991年にはスペインを縦断しサハラ砂漠を旅した。当時海外で、彼はいわゆるバックパッカーに近い生活をしていた。1992年、拠点をNYに移した。
1995年から1998年に『オペラ座の怪人』にオープニング・アドバイザーとして関わった。併行してインディペンデント・レーベルで、作詞作曲、レコーディングを行い、1996年にCDをリリース。ヴォーカルに『オペラ座の怪人』クリスティーヌ役の経験者・吉岡小鼓音を起用した。 
1996年から上智大学教授クラウス・リーゼンフーバー神父の許でキリスト教の洗礼を受ける準備をし、1998年12月23日、同大学内のクルトゥルハイム聖堂で洗礼を受けた。洗礼名はラファエル。
1998年にチューリッヒ・ユング心理学研究所・ディプロマ・キャンディダートの分析心理家、山根はるみに師事。深層心理学について学び、研究・創作活動を続けている。
2004年、上智大学神学部卒業（神学士）。
2007年、デジタルハリウッド大学大学院、デジタルコンテンツマネジメント修士。2008年、立教大学大学院、コミュニティ福祉学（宗教・心理分野）修士。
2017年イスラエル聖書学研究所・ヘブライ大学（単位認定機関）Biblical Hebrew Level A Course 単位認定取得。

## 学会等履歴
- デジタルハリウッド大学 国際アニメ研究所研究員
- デジタルハリウッドスクール講師
- 国際アーサー王学会会員
- 慶應義塾大学「アーサー王研究会」研究協力員
- デジタルハリウッド校友会理事[7]

## 著書
- 知的財産管理技能検定2級に 学科95％ 実技97.5% の正答率で合格した ラファエルからの指南 ISBN 978-4907246051
- Quad Cross 1 -Script ISBN 978-4-907246-00-6

## 主な業績：エンターテイメント
- 1988年～1998年 劇団四季『オペラ座の怪人』日本公演 チーフ職
- 1996年『Silence of the mooN』作詞・作曲・演奏・アートディレクション・総合プロデュース、CDジャケット・レーベル
- 2008年『機動戦士ガンダム・ダブルオー / 機動戦士ガンダム00』
  - 12話「教義果てに」設定考証
  - 13話「聖者の帰還」神学考証
- 2009年 『交響詩篇エウレカセブン ポケットが虹でいっぱい』神話協力
- 2011年 - 2014年 Quad Cross 著作者・総監督 
  - ドラマCDシリーズ『Quad Cross 1』(クアッドクロス) 原作・シリーズ構成・ロゴデザイン・『ミルグムのテーマ』作詞作曲
  - ドラマCDシリーズ『Quad Cross 2』(クアッドクロス) 原作・シリーズ構成・ロゴデザイン・『ミルグムのテーマ』作詞作曲
- 2016年 セルシス クリップスタジオ宣材動画 演技・音響監督[8]
- 2017年  オンラインカードゲーム『アトム：時空の果て』日本語版シナリオ制作：翻訳／翻案製作[7]
- 2023年　『エイコン・ヒビノ528Hz眠るコンサートpresented by HUGMOTTI」の映像制作・演出　[9]
- 2023〜2024年　『【Acoon Hibino & Raphael A. KOSEKI】究極のリラクゼーションシリーズ』[10]（テイチクエンターテイメント運営YouTubeチャンネル）映像制作・音響ミックス・マスタリング[11][12]